# Пэн, Юдель Моисеевич
Ю́дель Моисе́евич Пэн (иногда Юдаль и Юрий, в разные периоды жизни отчества Мойшевич, Мовшович и Мовшевич, фамилия также Пен, идиш יודל פּען‎ — Юдл Пэн; 24 мая (5 июня) 1854, Новоалександровск, Ковенская губерния, Российская империя — 1 марта 1937, Витебск, Белорусская ССР, СССР) — русский и советский живописец, педагог, видный деятель «еврейского ренессанса» в искусстве начала XX века. Известен также как учитель многих витебских художников, в том числе Марка Шагала.

## Биография
Юдель Моисеевич Пэн родился 24 мая (5 июня) 1854 года в городе Новоалександровск (ныне Зарасай, Литва), был младшим ребёнком в многодетной семье Мовши Гершоновича Пэна (1819—?) и Цивки Пэн (1820—?). Отец выставлялся кандидатом в городскую управу, ему принадлежал собственный деревянный дом.
Рано осиротев, с 1867 года работал подмастерьем маляра в Двинске (ныне Даугавпилс, Латвия). В 1879 году переехал в Петербург, где в 1880 году поступил в Академию художеств. Учился у П. П. Чистякова и Н. А. Лаверецкого. По окончании Академии (1886) жил в Двинске и Риге, где познакомился с бароном Н. А. Корфом, который приглашает живописца в своё витебское имение, где бывают друзья барона — И. Репин, Ю. Клевер и другие.

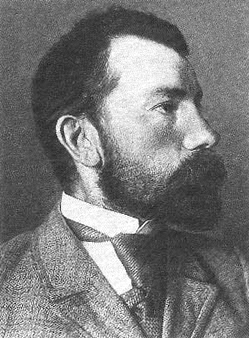
Юдель Пэн, 1905 год

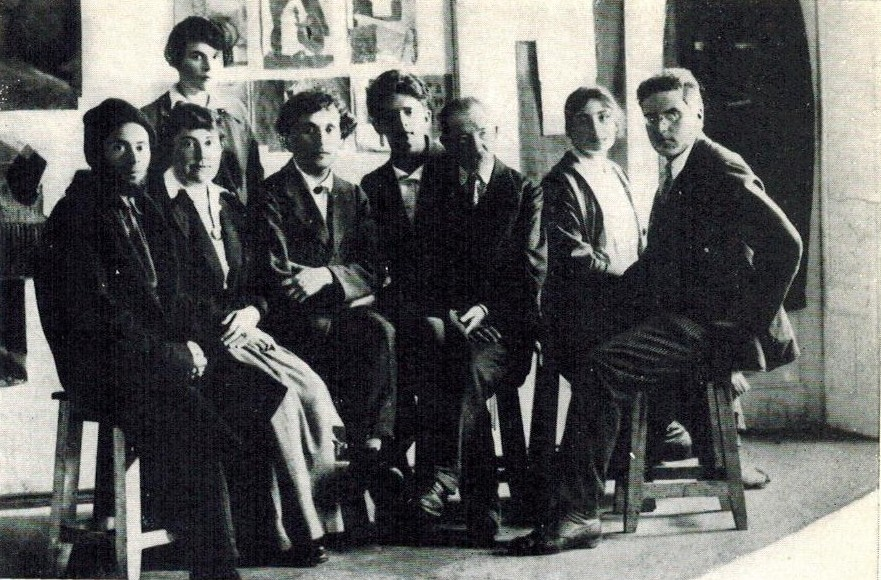
Преподаватели Народного художественного училища. Витебск, 26 июля 1919 года. Сидят слева направо: Эль Лисицкий, Вера Ермолаева, Марк Шагал, Давид Якерсон, Юдель Пэн, Нина Коган, Александр Ромм. Стоит делопроизводительница училища

В 1898 году поселился в Витебске и открыл там частную Школу рисования и живописи, существовавшую до 1919 года — первое в России еврейское художественное училище, которое было преобразовано Марком Шагалом в Витебское художественное училище, существовавшее до 1941 года. Учениками Юделя Пэна были Лев Зевин (в 1917—1918 гг.), Реймонд Брайнин, Лазарь Лисицкий, Ева Левина-Розенгольц, Илья Мазель, Оскар Мещанинов, Александр Ахола-Вало, Ефим Минин, Осип Цадкин, Марк Шагал, Елена Кабищер, Заир Азгур, Соломон Юдовин, Давид Якерсон, Пётр Явич, Илья Чашник, Семён Школьников, Иосиф Меерзон. В 1907 и 1914 годах проходили выставки Пэна и его учеников.
В своих картинах Юдель Пэн показал жизнь еврейской бедноты («Часовщик», «Старый портной», «Старый солдат», «После забастовки»). После 1905 года в творчестве Пэна появляются религиозные мотивы — «Еврейский раввин», «Последняя суббота». В 1920-х годах создает картины «Сапожник-комсомолец» (1925), «Сват» (1926), «Швея» (1927), «Пекарь» (1928).

### Смерть
Художник был убит у себя дома в Витебске в ночь с 28 февраля на 1 марта 1937 года. Обстоятельства убийства не выяснены до сих пор. По официальной версии: убит родственниками, желавшими завладеть наследством (племянником Абрамом Рувимовичем Файнштейном; соучастница — племянница Нэха Рувимовна Файнштейн). Похоронен на Старо-Семёновском кладбище в Витебске.

## Награды и звания
- В 1927 году по случаю 30-летия творческой деятельности Юделю Пэну было присуждено[кем?] звание Заслуженного еврейского художника.
- заслуженный деятель искусств БССР

## Память
- После смерти Юделя Пэна в Витебске была создана его картинная галерея.
- Сейчас его работы хранятся в Витебском художественном музее и Национальном художественном музее Республики Беларусь.
- В 1999 и 2004 году были выпущены почтовые марки Белоруссии, посвящённые Пэну.

## Галерея

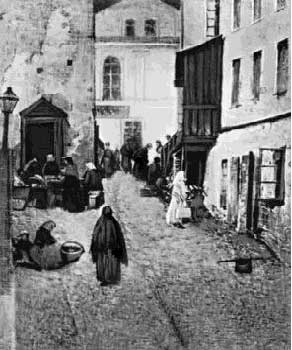
Улица в Витебске
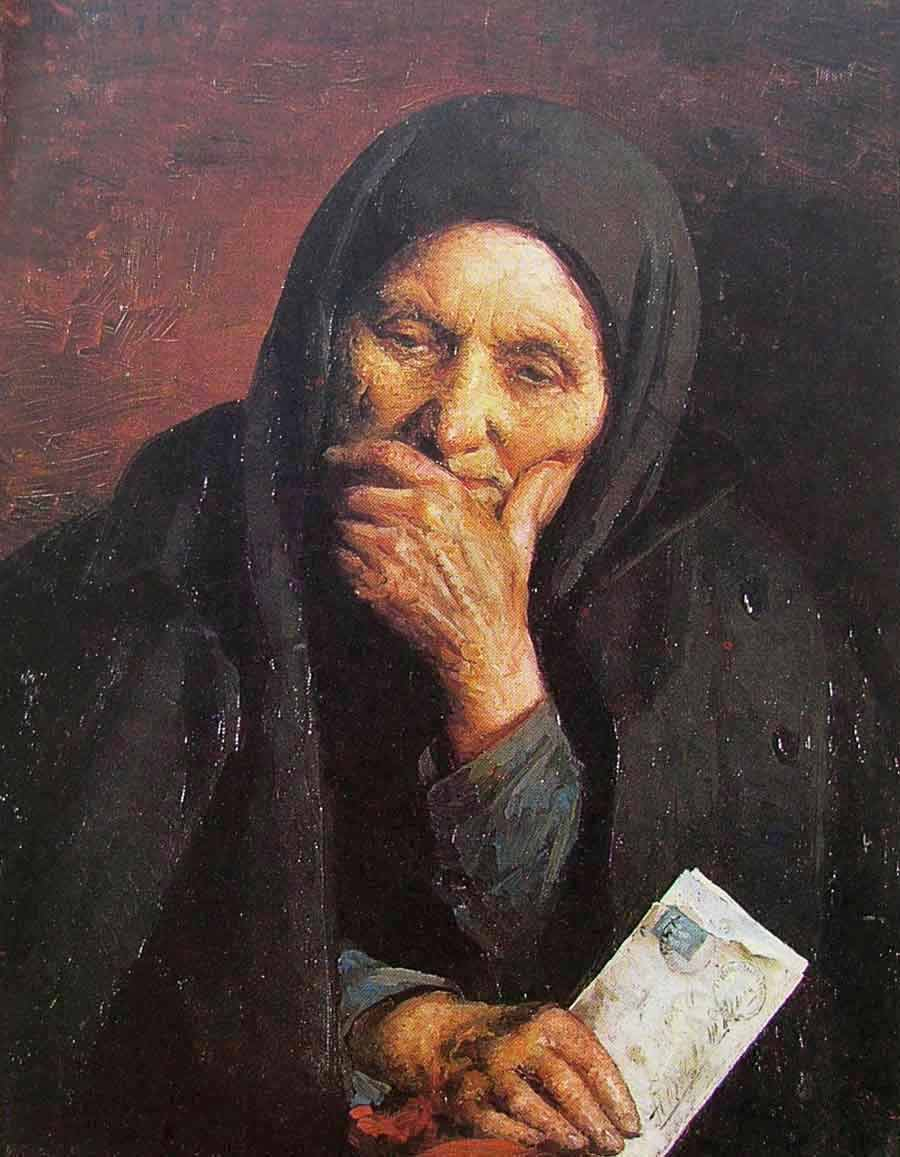
«Письмо из Америки» 1903 г.,
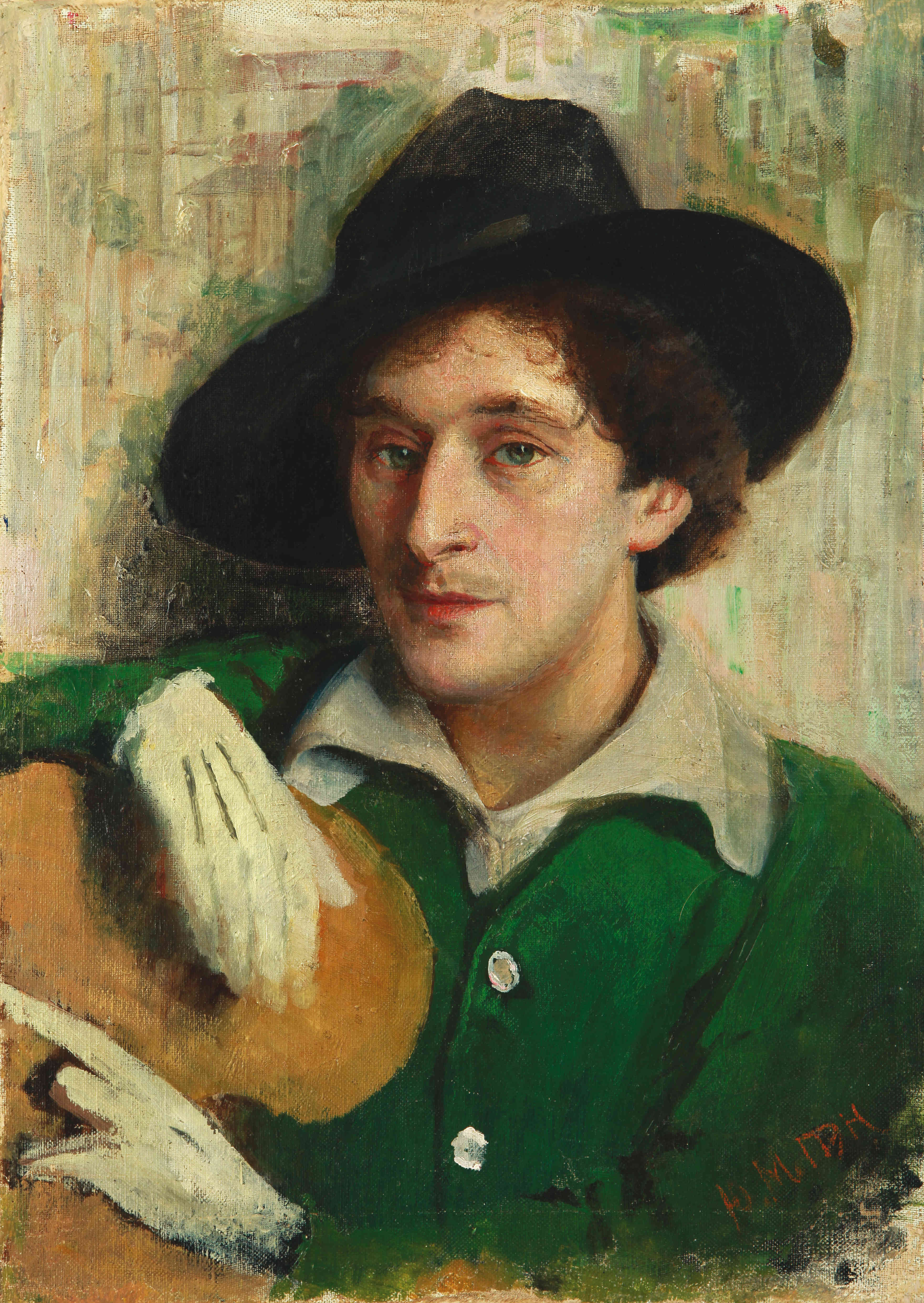
Портрет М. Шагала (1914, подписана Ю. М. Пэн), НХМ РБ
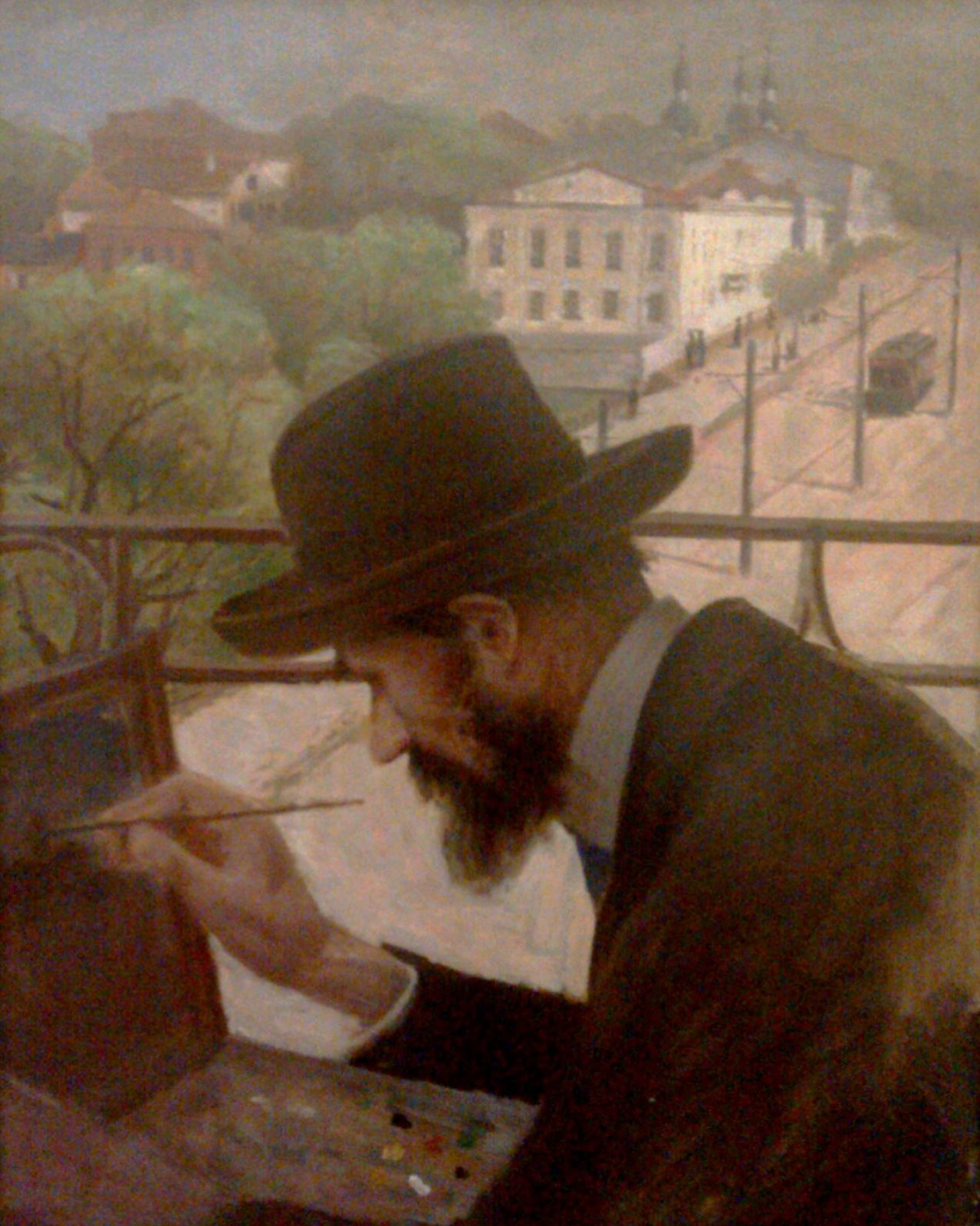
Портрет Иосифа Туржанского, 1910-е, НХМ РБ
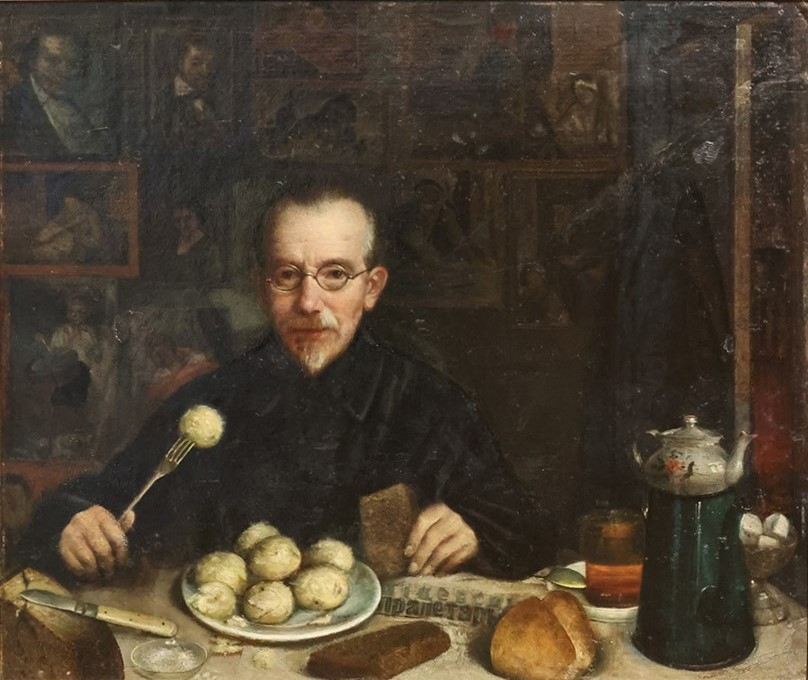
«Завтрак», автопортрет, 1914. Холст, масло. НХМ РБ
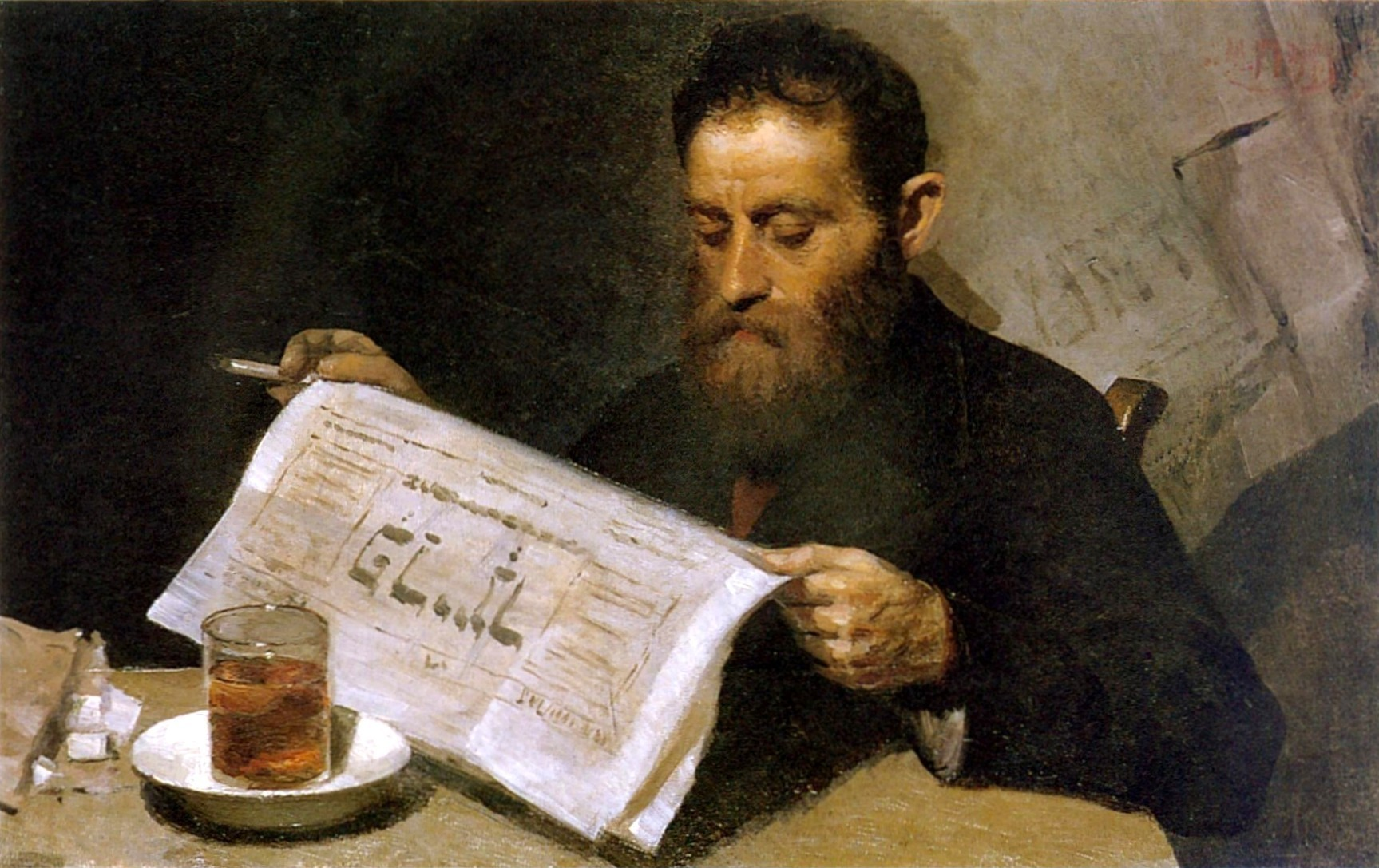
«За газетой», 1910 г.
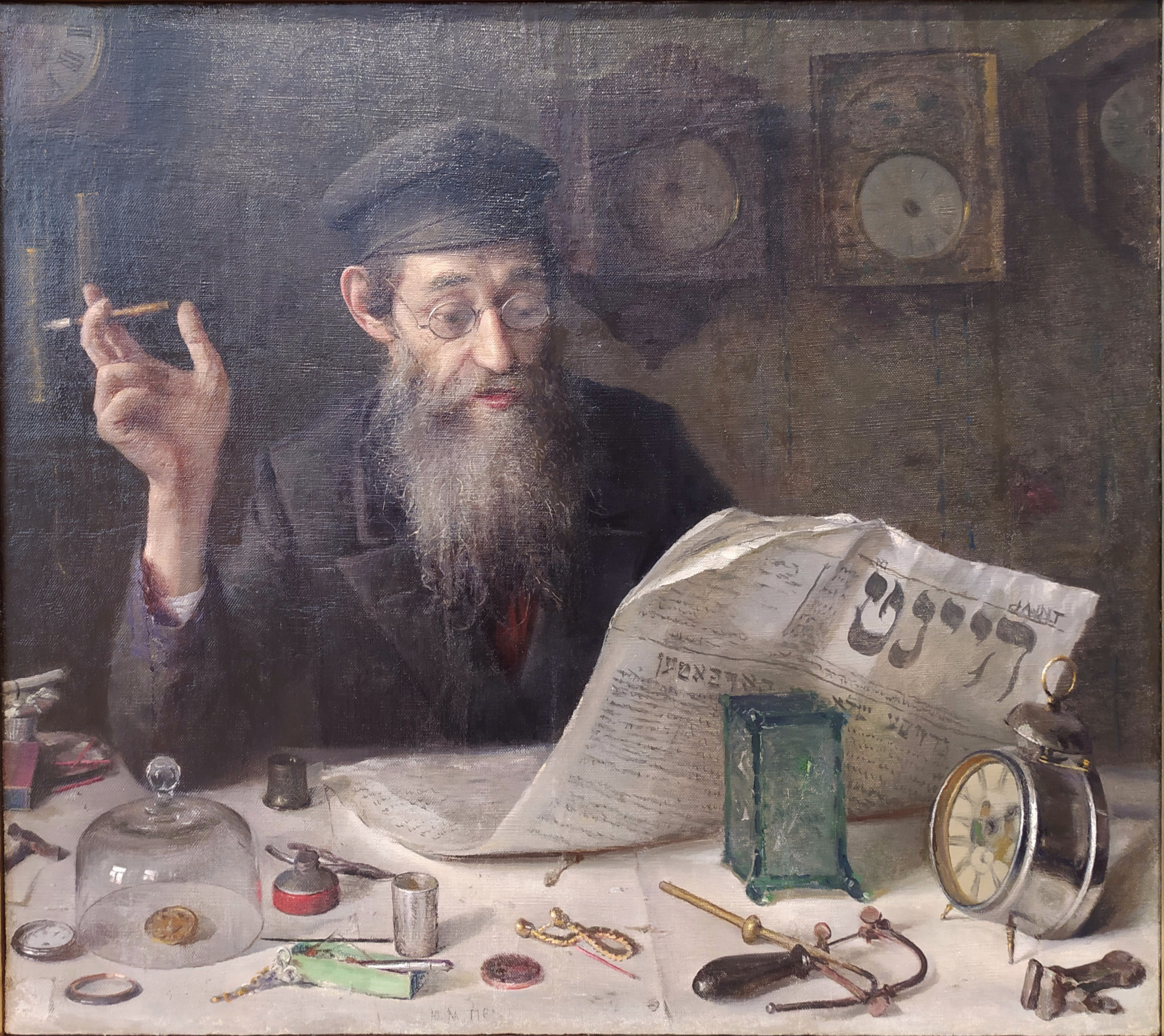
«Часовщик», 1914 г.
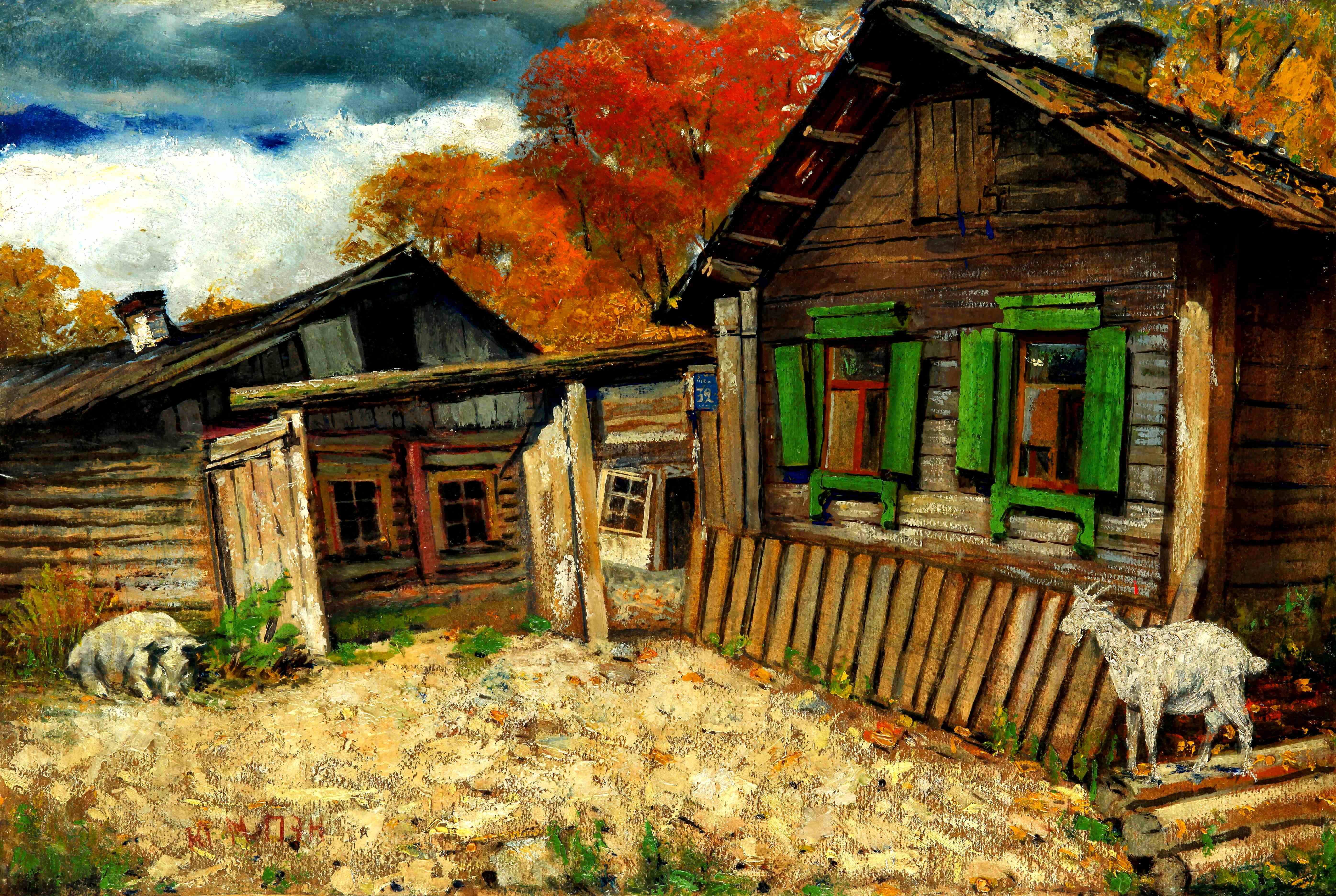
«Домик с козочкой», 1920-е. Картон, масло. НХМ РБ
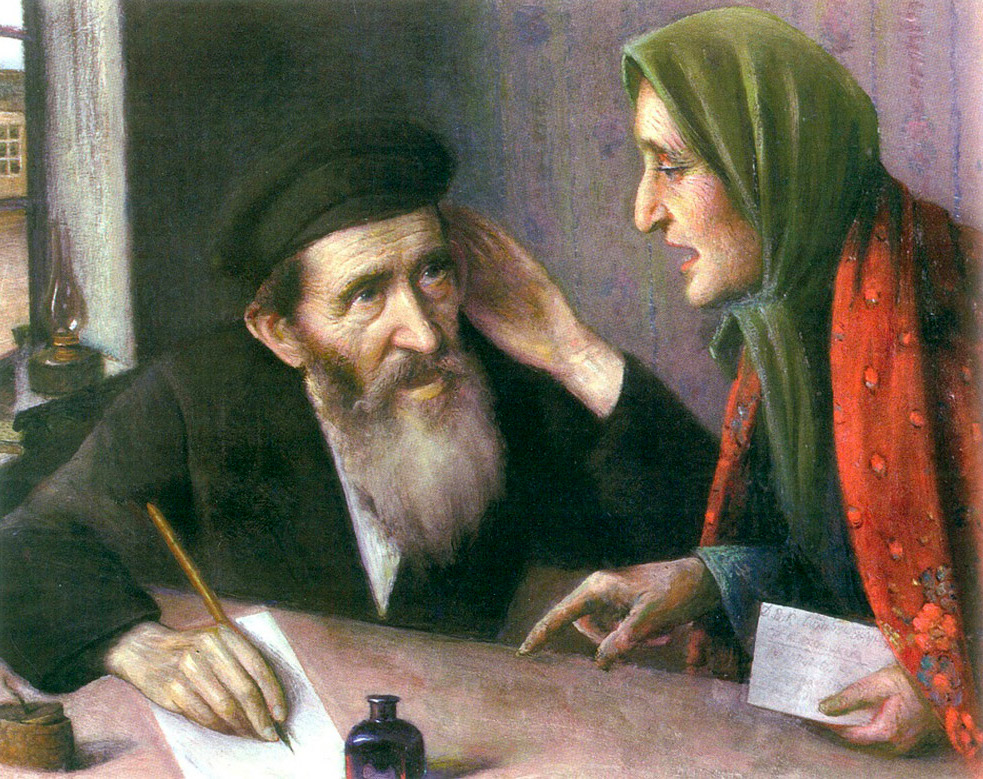
«Проситель»